# Giovanni Francesco Negroni
Giovanni Francesco Negroni, riportato anche come Gianfrancesco (Genova, 3 ottobre 1629 – Roma, 1º gennaio 1713), è stato un cardinale e vescovo cattolico italiano.

## Biografia
Nacque il 3 ottobre 1629.
Papa Innocenzo XI lo creò cardinale nel concistoro del 2 settembre 1686.
Morì il 1º gennaio 1713 all'età di 83 anni.

## Genealogia episcopale
La genealogia episcopale è:
- Cardinale Guillaume d'Estouteville, O.S.B.Clun.
- Papa Sisto IV
- Papa Giulio II
- Cardinale Raffaele Riario
- Papa Leone X
- Papa Paolo III
- Cardinale Francesco Pisani
- Cardinale Alfonso Gesualdo
- Papa Clemente VIII
- Cardinale Pietro Aldobrandini
- Cardinale Laudivio Zacchia
- Cardinale Antonio Barberini, O.F.M.Cap.
- Cardinale Marcantonio Bragadin
- Cardinale Gregorio Barbarigo
- Cardinale Marcantonio Barbarigo
- Cardinale Giovanni Francesco Negroni